# هالا، سند
هالا (به انگلیسی: Hala) یک شهر در پاکستان است که در ایالت سند واقع شده‌است. هالا ۱۶۱٬۹۸۰ نفر جمعیت دارد و ۳۹ متر بالاتر از سطح دریا واقع شده‌است.